# Empress (Alberta)
Empress est un village (village) de l'Aire spéciale No 2, situé dans la province canadienne d'Alberta.

## Démographie
En tant que localité désignée dans le recensement de 2011, Empress a une population de 188 habitants dans 69 de ses 73 logements, soit une variation de 38.2% avec la population de 2006. Avec une superficie de 1,747 3 km2, village possède une densité de population de 107,594 6 hab/km2 en 2011.
Concernant le recensement de 2006, Empress abritait 136 habitants dans 71 de ses 76 logements. Avec une superficie de 1,747 3 km2, village possédait une densité de population de 77,8 hab/km2 en 2006.
| 2001 | 2006 | 2011 | 2016 |
| ---- | ---- | ---- | ---- |
| 171  | 136  | 188  | 135  |